# Carlson Wagonlit Travel
Carlson Wagonlit Travel, CWT, är en fransk multinationell researrangör som är ett av världens största i sin bransch. De ägs till 100% av den amerikanska holdingbolaget Carlson. Namnet har sitt ursprung från Compagnie Internationale des Wagons-Lits.
Företaget grundades 1994 när Carlson Travel Network och Accor:s Wagonlit Travel fusionerades med varandra och ägarskapet delades lika mellan Carlson och Accor. 2006 sålde Accor 5% till Carlson och 45% till investmentbanken JPMorgan Chase:s One Equity Partners för totalt $465 miljoner. Åtta år senare blev Carlson ensam ägare av företaget när JPMorgan Chase gick med på att sälja de 45% som man ägde.
För 2014 hade CWT en omsättning på $27,3 miljarder och en personalstyrka på omkring 19 000 anställda. Deras huvudkontor ligger i Paris.